# Eybouleuf
Eybouleuf (tiếng Occitan: Esboleu) là một xã của tỉnh Haute-Vienne, thuộc vùng Nouvelle-Aquitaine, miền trung nước Pháp.